# Wolfgang Hübner (Regisseur)
Wolfgang Hübner (* 29. Dezember 1931 in Berlin; † 29. Januar 2017 in Eichwalde) war ein deutscher Regisseur und Schauspieler.

## Leben
Hübner absolvierte sein Schauspielstudium von 1948 bis 1951 am Deutschen Theater-Institut Weimar Schloss Belvedere. Von 1952 bis 1962 arbeitete er am Maxim-Gorki-Theater in Berlin. 1969 begann er ein Regiestudium an der Hochschule für Film und Fernsehen Potsdam. Nach erfolgreichem Abschluss arbeitete Hübner vor allem als Regisseur von Fernsehfilmen, inszenierte aber auch zahlreiche Stücke am Berliner Theater. Ab den 1950er Jahren spielte er in mehreren DEFA-Filmen. Seine einzige Hauptrolle hatte er 1960 in dem NVA-Film Schritt für Schritt.
In den 1960er Jahren erzählte er mit einer Handpuppe als Rolf und Reni Gutenachtgeschichten im Abendgruß von Unser Sandmännchen.  1977 wurde er mit dem Nationalpreis der DDR II. Klasse für Kunst und Literatur ausgezeichnet. Zusammen mit seinem Bruder Achim Hübner (1929–2014) inszenierte er die Serie um Menschen in einem Neubaugebiet, Einzug ins Paradies, die, 1984 verboten, 1987 doch noch gesendet wurde. Nach der Wende war er weiterhin als Regisseur tätig; unter anderem drehte er mehrere erfolgreiche Serien wie Alle meine Töchter (1995–2001, 33 Folgen), Jenny & Co. (2001, 12 Folgen) und Um Himmels Willen (2003, 4 Folgen).

## Filmografie (Auswahl)

### Als Schauspieler
- 1954: Alarm im Zirkus
- 1954: Stärker als die Nacht
- 1955: Star mit fremden Federn
- 1956: Zwischenfall in Benderath
- 1956: Besondere Kennzeichen: keine
- 1957: Zwei Mütter
- 1958: Geschwader Fledermaus
- 1959: Gefährlicher Freund
- 1959: Im Sonderauftrag
- 1960: Schritt für Schritt
- 1965: Dr. Schlüter
- 1965: Die Insel
- 1967: Ein sonderbares Mädchen
- 1971: Der Sonne Glut
- 1977: Trampen nach Norden
- 1991: Polizeiruf 110: Big Band Time (Fernsehreihe)

### Als Regisseur
- 1974: Heiße Spuren (Fernsehfilm)
- 1975: Pirat mit Hindernissen
- 1975: Geschwister
- 1977: Trampen nach Norden
- 1978: Der Meisterdieb (Fernsehfilm)
- 1980: Gevatter Tod
- 1980: Friedhelms Geburtstag und andere Geschichten
- 1980: Glück und Glas
- 1981: Trompeten-Anton (Fernsehfilm)
- 1982: Das Mädchen und der Junge (Fernsehfilm)
- 1983: Der entführte Prinz
- 1985: Es steht der Wald so schweigend
- 1986: Jorinde und Joringel
- 1988: Polizeiruf 110: Amoklauf (Fernsehreihe)
- 1989: Schulmeister Spitzbart
- 1991: Polizeiruf 110: Big Band Time (Fernsehreihe)

## Theater
- 1952: Miroslav Stehlik nach A. S. Makarenkow: Der Weg ins Leben – Regie: Werner Schulz-Wittan/Achim Hübner (Maxim-Gorki-Theater Berlin)
- 1954: William Shakespeare: Die Komödie der Irrungen – Regie: Hans-Robert Bortfeldt (Maxim-Gorki-Theater Berlin)
- 1955: Alexander Ostrowski: Der schöne Mann (Pierre) – Regie: Hans-Robert Bortfeldt (Maxim-Gorki-Theater Berlin)
- 1957: Gert Weymann: Generationen (Offiziersanwärter) – Regie: Gert Beinemann (Maxim-Gorki-Theater Berlin)
- 1959: Alexander Ostrowski: Diebe Und Liebe – Regie: Werner Schulz-Wittan (Maxim-Gorki-Theater Berlin)

## Hörspiele
- 1964: Martine Monod: Normandie-Njemen – Bearbeitung und Regie: Fritz Göhler (Kinderhörspiel – Rundfunk der DDR)
- 1967: Rolf Wohlgemuth: Verraten und verkauft (René) – Regie: Peter Groeger (Hörspiel – Rundfunk der DDR)
- 1970: Herbert Friedrich: Radsaison (Lord) – Regie: Maritta Hübner (Kinderhörspiel – Rundfunk der DDR)
- 1971: Heinrich Mann: Die Jugend des Königs Henri Quatre – Regie: Fritz Göhler  (Hörspiel – Rundfunk der DDR)

## Auszeichnungen
- 1960: Verdienstmedaille der Nationalen Volksarmee in Bronze für Schritt für Schritt[2]
- 1977: Nationalpreis der DDR 2. Klasse für Kunst und Literatur